# Against the Storm
Against the Storm es un videojuego de construcción de ciudades de 2023 desarrollado por Eremite Games y publicado por Hooded Horse. A diferencia de los juegos tradicionales de construcción de ciudades, incorpora elementos de juegos roguelike y tiene un tiempo de juego breve con objetivos que los jugadores deben alcanzar.

## Trama
El juego está ambientado en un mundo de fantasía eternamente devastado por "Blightstorm". El único refugio seguro en este mundo es la Ciudad Ardiente, gobernada por la Reina Calcinada. De vez en cuando, la tormenta amaina y la Reina Chamuscada envía a sus virreyes a establecer asentamientos con el propósito de recolectar suministros para la Ciudad Ardiente hasta que Blightstorm golpee nuevamente, destruyendo todos los asentamientos en el proceso.

## Gameplay
Cuando la tormenta amaina, los jugadores tienen la tarea de construir aldeas alrededor de Smoldering City. Estas aldeas intentan hacer retroceder el bosque que corrompe todo lo que hay en él. Los jugadores deben recolectar recursos del bosque y convertirlos en bienes, como alimentos y combustible. Los mapas, recursos, población y edificios disponibles se generan todos de forma procesal. A cada aldea se le asignan tareas que debe completar, lo que puede complicarse por la falta de fácil acceso a los recursos necesarios. Los aldeanos descontentos pueden abandonar la aldea. Si los jugadores mantienen la felicidad de los aldeanos y completan las tareas, ganan reputación. La reputación debe alcanzar un cierto punto antes de que se acabe el tiempo y la Reina llama a los jugadores a su ciudad. Al igual que los juegos roguelite modernos, los jugadores conservan las habilidades desbloqueadas, que pueden usarse para facilitar la construcción de la siguiente aldea. Una vez construidas varias aldeas, el bosque las destruye y se genera un nuevo mapa.

## Desarrollo
Against the Storm se lanzó inicialmente en acceso anticipado en octubre de 2021. Hooded Horse se lanzó Against the Storm para Windows el 8 de diciembre de 2023.

## Recepción
Against the Storm recibió "aclamación universal" en Metacritic. El juego fue nominado como Juego de estrategia/simulación del año en la 27ª edición de los premios D.I.C.E.
Eurogamer le dio al juego una puntuación perfecta y lo describió como una "joya rara" y "uno de los constructores de ciudades más novedosos y mejor elaborados". PC Gamer describió el juego como "uno de los juegos de estrategia más inteligentes, atractivos y entrañables", y le gustó especialmente cómo la premisa del juego cambió los tropos tradicionales del género para un juego de construcción de ciudades. PCGamesN dijo que tiene "una combinación brillante de roguelike, estrategia y construcción de ciudades a pequeña escala".
Rock Paper Shotgun elogió su combinación de elementos de construcción de ciudades y roguelite, que encontraron sorprendentemente compatibles. También disfrutaron de cómo las ciudades tienen objetivos definidos para el éxito y un breve tiempo de juego de aproximadamente una hora, a diferencia de los juegos tradicionales de construcción de ciudades. Concluyeron que es "uno de los mejores de este año" y lo designaron "Mejor Mejor". Ars Technica lo comparó con un "ultralite rebelde" por su comodidad y elogió la profundidad, las opciones estratégicas y la rejugabilidad. Sports Illustrated elogió lo que consideraban "una mezcla única de géneros" y dijo que condensa las mejores partes de los juegos de construcción de ciudades en una experiencia corta y adictiva.